# Isthmohyla xanthosticta
Isthmohyla xanthosticta es una especie de anfibios de la familia Hylidae.
Es endémica de Costa Rica.
Sus hábitats naturales incluyen montanos secos, ríos, marismas de agua dulce y corrientes intermitentes de agua.